# 大岡山
大岡山（おおおかやま）は、東京都目黒区の町名。現行行政地名は大岡山一丁目及び大岡山二丁目。住居表示実施済区域。

## 地理
北で目黒区平町、北東で南、東で大田区北千束、また南で大田区石川町、西で緑が丘、西北の一点（目黒区立中根小学校北東角の交差点）で中根と接する。北部は主として住宅地となっている。二丁目の南部から大田区石川町一丁目にかけては東京工業大学の敷地になっている。
東急目黒線および東急大井町線の大岡山駅の所在地とその周辺の商店街の大半が大田区北千束にあるため、目黒区・大田区にまたがるこの一帯を含めて「大岡山」として認識されることが多い。

### 地価
住宅地の地価は、2025年（令和7年）1月1日の公示地価によれば、大岡山1-4-12の地点で89万9000円/m2となっている。

## 歴史

### 地名の由来
昔からある地名で、明治時代はこの地は荏原郡碑衾村大字衾字平南大岡山・平北大岡山であったことから「大岡山」と命名された。しかし、その由来は諸説があってはっきりしない。大岡山駅周辺の大地主であった岡田家が所有していた山から付けられたとする姓氏説と、この近辺が昔から狭くて小高い丘や小さな山、谷が多かった事を意味する「大岡」と「山」が合わさって「大岡山」になったとする地理説がある。 
この辺り一帯について「目黒区大観」には、「明治中ごろの郵便集配区域を明記した表に、碑衾村・衾・大官山とあり、かつては、「おおかんやま」と呼ばれていた時代もあった」と記されている。

### 学園都市
- 東京工業大学：1881年に浅草区（現：台東区）蔵前に設立された東京職工学校の後身である東京高等工業学校が1924年にこの地に移転。目蒲線（現：東急目黒線）の開通に伴う沿線の開発で、東急が大岡山を学園都市として発展させようとし、蔵前の土地と大岡山の土地を等価交換した。

### 住居表示実施前後の町名の変遷
| 実施後       | 実施年月日   | 実施前（各町名ともその一部） |
| ------------ | ------------ | ---------------------------- |
| 大岡山一丁目 | 1965年1月1日 | 大岡山                       |
| 大岡山二丁目 | 1965年1月1日 | 大岡山                       |

## 世帯数と人口
2025年（令和7年）3月1日現在（目黒区発表）の世帯数と人口は以下の通りである。
| 丁目         | 世帯数    | 人口    |
| ------------ | --------- | ------- |
| 大岡山一丁目 | 2,950世帯 | 5,544人 |
| 大岡山二丁目 | 773世帯   | 1,304人 |
| 計           | 3,723世帯 | 6,848人 |

### 人口の変遷
国勢調査による人口の推移。
| 年                 | 人口  |
| ------------------ | ----- |
| 1995年（平成7年）  | 6,264 |
| 2000年（平成12年） | 6,364 |
| 2005年（平成17年） | 6,708 |
| 2010年（平成22年） | 6,675 |
| 2015年（平成27年） | 6,930 |
| 2020年（令和2年）  | 6,759 |

### 世帯数の変遷
国勢調査による世帯数の推移。
| 年                 | 世帯数 |
| ------------------ | ------ |
| 1995年（平成7年）  | 2,906  |
| 2000年（平成12年） | 3,056  |
| 2005年（平成17年） | 3,252  |
| 2010年（平成22年） | 3,310  |
| 2015年（平成27年） | 3,398  |
| 2020年（令和2年）  | 3,479  |

## 学区
区立小・中学校に通う場合、学区は以下の通りとなる（2025年4月現在）。
| 丁目         | 番地              | 小学校               | 中学校               |
| ------------ | ----------------- | -------------------- | -------------------- |
| 大岡山一丁目 | 1〜28番 32番      | 目黒区立大岡山小学校 | 目黒区立目黒西中学校 |
| 大岡山一丁目 | 29〜31番 33〜37番 | 目黒区立中根小学校   | 目黒区立目黒西中学校 |
| 大岡山二丁目 | 全域              | 目黒区立中根小学校   | 目黒区立目黒西中学校 |

## 事業所
2021年（令和3年）現在の経済センサス調査による事業所数と従業員数は以下の通りである。
| 丁目         | 事業所数  | 従業員数 |
| ------------ | --------- | -------- |
| 大岡山一丁目 | 114事業所 | 837人    |
| 大岡山二丁目 | 28事業所  | 2,963人  |
| 計           | 142事業所 | 3,800人  |

### 事業者数の変遷
経済センサスによる事業所数の推移。
| 年                 | 事業者数 |
| ------------------ | -------- |
| 2016年（平成28年） | 137      |
| 2021年（令和3年）  | 142      |

### 従業員数の変遷
経済センサスによる従業員数の推移。
| 年                 | 従業員数 |
| ------------------ | -------- |
| 2016年（平成28年） | 3,519    |
| 2021年（令和3年）  | 3,800    |

## 施設・名跡等
- 鉄飛坂

## 出身・ゆかりのある人物
- 石田武太郎（中外商業新報政治部長[15]、参事[16]） - 住所が大岡山[16]。NHKアナウンサー石田武の父、俳優石田純一の祖父、いしだ壱成の曽祖父。
- 高橋幸宏（シンガーソングライター、ドラマー、音楽プロデューサー）[17] - 実家があった。
- 渋沢栄一（実業家） - 大正年間に渋沢率いる田園都市株式会社が大岡山の宅地開発、分譲を行った[18]。。

## その他

### 日本郵便
- 郵便番号 : 152-0033[3]（集配局 : 目黒郵便局[19]）。